# Joe Bunn
Joseph Ray Bunn Stallins, detto Joe (New York, 18 maggio 1975), è un ex cestista statunitense.

## Carriera
Nel 2003-04, durante la sua permanenza al Peñarol Mar del Plata, è stato il miglior realizzatore del massimo campionato argentino con 32,7 punti di media a partita, bissando due anni più tardi con 28,6 punti a gara ancora con la canotta del Peñarol.
In Italia ha giocato in Legadue con i colori di Reggio Calabria e con quelli dell'Andrea Costa Imola.

## Palmarès
- MVP Liga LEB: 1

Lleida: 1999-2000